# Martin Hlaváček
Martin Hlaváček é um político checo eleito membro do Parlamento Europeu em 2019.